# 장민철
장민철(1991년 6월 17일 ~ )은 대한민국의 전직 스타크래프트, 스타크래프트 II 프로게이머, 리그 오브 레전드 프로게임단 감독이자 해설가이며 현재 Gen.G 리그 오브 레전드 프로게임단 아카데미 강사로 활동하고 있다. 현역 시절 MC라는 아이디를 사용했고 종족은 프로토스였으며 박서용과 박성준을 꺾고 프로토스로는 최초로 GSL의 2회 우승자로 등극했다.

## 역사

### 스타크래프트
2009년 상반기 드래프트에서 MBC게임 히어로의 1차 지명으로 입단하였다.신한은행 프로리그 08-09시즌에서 CJ 엔투스의 김정우를 상대로 승리하며 김정우의 공식전 16연승을 저지하였다.

#### 별명
자살토스

### 스타크래프트 II
2010년 8월 23일 당해 시즌의 부진과 연봉계약 등의 이유로 MBC게임 히어로에서 퇴단한 후, 스타크래프트 II 게이머로 전향하여 새롭게 oGs에서 프로게이머 생활을 시작했다. 장민철은 스타크래프트 시절 때와는 상당히 다르게 스타크래프트 II에서 좋은 성적을 거두고 있다. 특히 GSL 시즌 3에서는 시즌 1, 시즌 2 시절과는 완전히 다른 모습을 보여주며, 그 동안 잠적해왔던 프로토스들 중 가장 활약하는 모습을 보여주었다. 그리하여 마침내 결승까지 올라가 박서용을 4:1로 꺾고 우승을 차지했다. 그 이후 GSL CODE 시즌 1에서는 16강에 머물며 잠시 주춤하는 듯 했지만, 시즌 2에서 다시 엄청난 모습을 보여주며 박성준을 4:1로 꺾고 GSL 사상 최초로 2회 우승을 하였다. 한편 2012년 1월 장민철은 팀을 SK 게이밍으로의 팀 이적을 하였다.
2013년 12월 31일 SK 게이밍과의 결별을 발표했다.
2015년 1월 12일 Trig Esports 입단을 발표했다.
2015년 6월 18일 은퇴를 선언했다.
2016년 5월 23일 프로게이머를 복귀, CJ 엔투스 입단을 공식 발표했다.
2016년 10월 CJ 엔투스의 스타크래프트 II 종목 팀 해체로 무소속 신분이 되었다.

### 리그 오브 레전드
2016년 11월 3일 브리온 블레이드의 코치로 임명되었고 같은 해 12월 5일 감독으로 승격되었으나 팀 성적 부진의 책임을 지고 감독직에서 물러났다. 2018년 6월 4일 리그 오브 레전드 챔피언스 코리아 해설직에서 물러난 강승현을 대신해서 스포티비 게임즈의 해설위원으로 합류했다. 이후 2019년 8월 6일 Gen.G 리그 오브 레전드 프로게임단의 아카데미 강사로 영입되었다.

#### 상대 전적
- 박성준 = 두 선수는 MBC게임 히어로 때부터 상당한 친분을 쌓아왔고,오픈 시즌3부터 이 두 선수의 대결이 상당히 많았다.상대 전적은 8:2로 장민철이 상당히 많이 앞서고 있다.특히나 장민철이 이길 때,박성준이 거의 아무것도 하지 못하고 당하는 모습을 많이 보여 흔히 '박성준은 장민철에게는 안 된다'라는 말이 있다.
- 임요환 = GSL에서는 붙은 적 없으며,NASL에서 맞붙었다.상대 전적은 장민철이 2:0으로 앞서고 있다.
- 이윤열 = 같은 팀 선배였던 이윤열을 상대로 장민철은 딱 한번 GSL 시즌 1에서 맞붙은 적 있다.상대 전적은 장민철이 1:0으로 우세하다.
- 정종현 = 3회 우승자 중 하나인 정종현은 아직까지도 최강의 테란으로 군림하고 있다.과거부터 현재까지 테프전은 일반적으로 테란이 유리하기 마련이다.공식전에서는 장민철이 3:0으로 열세이며 경기 내적으로도 정종현에게 상당히 취약한 모습을 보여주고 있다.
- 박서용 = 4:1로 장민철이 우세.
- 최성훈 = 프로토스를 가장 잘 잡는 테란인 최성훈.상대전적은 4:0으로 마찬가지로 최성훈에게도 상당히 취약한 모습을 보인다.

#### 별명
- 프당당 당주 = '프로토스의 주인'이라는 뜻으로 프로토스 중 실력이 가장 뛰어남을 지칭한다. 급작스럽게 실력이 향상되어 GSL 시즌 3 때에 결승까지 단숨에 직행했기 때문에 이 별명이 붙여졌다.
- 프통령 = '프로토스의 대통령'이라는 뜻으로 사실상 본인은 이 별명을 좋아하지 않는다고 한다. '프황제'라는 별명을 오히려 더 좋아한다고 한다. '프로토스의 황제'를 꿈꾸는 장민철이기 때문이다.
- 광어 = 2010년 MBC게임에서 방송한 SS501 형준 프로게이머 되다 프로그램에서 MBC게임 팀 소속이였던 장민철이 MBC게임 팀 동료들이 장민철이 광어와 흡사한 외모를 가지고 있다 하여 광어라는 별명이 붙여졌다.

## 수상 경력
스타크래프트 II : 프리미어 개인리그 우승 6회, 준우승 8회

### 스타크래프트
- 2008년 제37회 커리지매치 입상
- 2009년 박카스 스타리그 2009 36강

### 스타크래프트 II
- 2010년 TG삼보-인텔 스타크래프트 II OPEN Season 1 64강
- 2010년 소니 에릭슨 스타크래프트 II OPEN Season 2 32강
- 2010년 소니 에릭슨 스타크래프트 II OPEN Season 3 우승
- 2011년 소니 에릭슨 글로벌 스타크래프트 II 리그 January 코드S 16강
- 2011년 2세대 인텔® 코어™ GSL Mar 코드S 우승
- 2011년 LG 시네마 3D 글로벌 스타크래프트 II 리그 May 코드S 32강
- 2011년 LG 시네마 3D 슈퍼 토너먼트 64강
- 2011년 2011 North American Star League Season 1 준우승
- 2011년 MLG Columbus 3위
- 2011년 IEM Season VI - Global Challenge Cologne 준우승
- 2011년 DreamHack Stockholm Invitational 우승
- 2011년 MLG Orlando 준우승
- 2011년 펩시콜라 글로벌 스타크래프트 II 리그 July 코드S 8강
- 2011년 펩시콜라 글로벌 스타크래프트 II 리그 August 코드S 32강
- 2011년 소니 에릭슨 글로벌 스타크래프트 II 리그 October 코드A 32강
- 2011년 소니 에릭슨 글로벌 스타크래프트 II 리그 November 코드S 16강
- 2011년 블리자드 컵 4강
- 2011년 MLG Providence 6위
- 2012년 HomeStory Cup Season 4 우승
- 2012년 IEM Season VI - World Championship 우승
- 2012년 2012 무슈제이 GSL 시즌3 준우승
- 2012년 옥션 올킬 스타리그 2012 3위
- 2012년 2012 HOT6 GSL 시즌4 Code S 32강
- 2013년 핫식스 GSL 2013 시즌1 코드S 8강
- 2013년 2013 MLG Winter Championship 4위
- 2013년 WCS 코리아 2013 시즌 1 망고식스 글로벌 스타크래프트 II 리그 시즌 2 Code S 32강
- 2013년 2013 WCS 유럽 시즌 1 챌린저리그 24강
- 2013년 HomeStory Cup Season 7 8강
- 2013년 2013 IEM Season VIII - Shanghai 4강
- 2013년 ASUS ROG Summer 2013 32강
- 2013년 2013 WCS 유럽 시즌 2 프리미어리그 준우승 (2013 WCS 시즌 2 파이널 진출)
- 2013년 2013 WCS 시즌 2 파이널 16강
- 2013년 2013 WCS 유럽 시즌 3 프리미어리그 준우승 (2013 WCS 시즌 3 파이널 진출)
- 2013년 2013 WCS 시즌 3 파이널 8강
- 2013년 2013 WCS 글로벌 파이널 16강
- 2013년 HomeStory Cup VIII 16강
- 2013년 Red Bull Battle Grounds 4강
- 2013년 Fragbite Masters 4위
- 2014년 IEM Season VIII - Sao Paulo 준우승
- 2014년 IEM Season VIII - Cologne 16강
- 2014년 IEM Season VIII - World Championship 16강
- 2014년 2014 WCS 유럽 시즌 1 프리미어리그 우승
- 2014년 2014 DreamHack Open: Bucharest 8강
- 2014년 Fragbite Masters 2014 Spring 8강
- 2014년 HomeStory Cup IX 준우승
- 2014년 2014 DreamHack Open: Summer 8강
- 2014년 2014 WCS 유럽 시즌 2 프리미어리그 8강
- 2014년 2014 DreamHack Open: Valencia 준우승
- 2014년 Gfinity G3 4강
- 2014년 Destiny I 16강
- 2014년 IEM Season IX - Toronto 16강
- 2014년 2014 DreamHack Open: Stockholm 64강
- 2014년 Connecting Professional E-sports #1 4위
- 2014년 2014 WCS 유럽 시즌 3 프리미어리그 8강
- 2014년 2014 WCS 글로벌 파이널 16강
- 2014년 HomeStory Cup X 16강
- 2014년 2014 DreamHack Open: Winter 12강
- 2015년 2015 글로벌 스타크래프트 II 리그 시즌 1 코드 S 16강
- 2015년 Gfinity Spring Masters I 16강
- 2015년 2015 스베누 글로벌 스타크래프트 II 리그 시즌 2 코드 A 48강
- 2015년 Gfinity Spring Masters II 16강
- 2015년 2015 DreamHack Open: Tours 32강
- 2015년 HomeStory Cup XII 8강
- 2016년 IEM Season X - Taipei 8강
- 2016년 2016 핫식스 글로벌 스타크래프트 II 리그 시즌 2 코드 S 32강